# Cá lòng tong vạch đỏ
Cá lòng tong vạch đỏ hay cá lòng tong đuôi vàng (danh pháp hai phần: Rasbora aurotaenia) là một loài cá vây tia trong số khoảng 77 loài thuộc chi Rasbora của họ Cá chép (Cyprinidae).

## Miêu tả
Chiều dài tối đa 15 cm tính theo độ dài chuẩn (chiều dài từ đầu mõm tới đốt sống cuối cùng).
Sinh sống gần bề mặt ao, hồ, kênh rạch và sông suối. Thường tìm thấy tại các vùng nước đục. Thức ăn chủ yếu có lẽ là côn trùng ngoại sinh và vài loại tảo. Chúng đẻ trứng trong các ao hồ và sông suối trong mùa mưa.
Đường bên hoàn hảo; nhạt màu với dải màu xanh neon chạy dọc phía trên sọc đường bên giữa sẫm màu khi còn sống. Gốc vây lưng gần với gốc vây đuôi hơn là gần mắt; vây đuôi màu vàng tươi, với rìa phía sau màu đen.

## Phân bố
Trong lưu vực các sông Chao Phraya, Mê Kông và có lẽ cả sông Mae Klong .

## Sử dụng
Có giá trị thương mại không lớn. Đôi khi được bán dưới dạng cá tươi, nhưng cũng được sử dụng làm món mắm bò hóc trong ẩm thực của người Khmer tại Campuchia và miền nam Việt Nam.